# Koppa S.R, Bilgi
Koppa S.R là một làng thuộc tehsil Bilgi, huyện Bagalkot, bang Karnataka, Ấn Độ.